# 萩島哲
萩島哲（はぎしま さとし、1942年2月15日-　）は、日本の都市計画学者、九州大学名誉教授。

## 来歴
福岡県大川市生まれ。1965年九州大学工学部建築学科卒、1973年同大学院工学研究科博士課程満期退学、79年「システムズ・アプローチによる都市の土地利用変動予測の手法に関する研究」で九大工学博士。1974年九州大学講師、79年助教授、91年教授、2006年定年退官、名誉教授。1990-96年国際海運港湾学会副会長、1998-2004年アジア都市研究会代表。1990年日本建築学会霞が関ビル記念賞、1997年日本建築学会賞受賞、2002年全国建築審査会協議会表彰、日本都市計画学会石川賞受賞。

## 著書
- 『風景画と都市景観 水・緑・道・まちなみ』理工図書 1996
- 『都市風景画を読む 19世紀ヨーロッパ印象派の都市景観』九州大学出版会 2002
- 『バロック期の都市風景画を読む ベロットが描いたドレスデン,ピルナ,ケーニヒシュタインの景観』九州大学出版会 2006
- 『カナレットの景観デザイン 新たなるヴェネツィア発見の旅』技報堂出版 2010
- 『複眼の景観　ベルナルド・ベロット　構図を読む』九州大学出版会、2014

### 編・共著
- 『新建築学シリーズ 都市計画』編 朝倉書店 1999
- 『広重の浮世絵風景画と景観デザイン 東海道五十三次と木曾街道六十九次の景観』坂井猛,鵤心治共著 九州大学出版会 2004
- 『名所空間の発見 地方の名所図録図会を読む』編著 九州大学出版会 2005

## 参考
- [ISBN　978-4-7655-2542-8]
- 『現代人名録』2002年